# Henri Mumsen
Henri Willem Frederik Mumsen (Woubrugge, 26 juli 1939)  is een Nederlands politicus van de CHU en later het CDA.
Hij werd geboren als zoon van H.B.N. Mumsen die toen burgemeester van Woubrugge was. Hij doorliep de hbs in Den Haag en ging daarna werken bij de gemeentesecretarie van eerst Naaldwijk en vervolgens van Rijswijk. Na enige tijd werkzaam te zijn geweest bij de gemeenten Ameide en Tienhoven keerde hij in 1964 terug naar de gemeentesecretarie van Rijswijk waar hij werkzaam was op de afdeling stadsontwikkeling. In oktober 1970 trad hij in de voetsporen van zijn vader en werd eveneens burgemeester en wel van de Friese gemeente IJlst. In september 1979 volgde zijn benoeming tot burgemeester van Amerongen. Na een conflict stapte hij daar in november 1995 op en ging hij werken als adviseur van de directeur-generaal openbaar bestuur van het ministerie van Binnenlandse Zaken.